# Sassafrasbaum
Der Sassafrasbaum (Sassafras albidum), auch Fenchelholzbaum oder Nelkenzimtbaum genannt, ist eine Pflanzenart in der Familie der Lorbeergewächse (Lauraceae). Sie ist im östlichen Nordamerika weit verbreitet. 

## Beschreibung

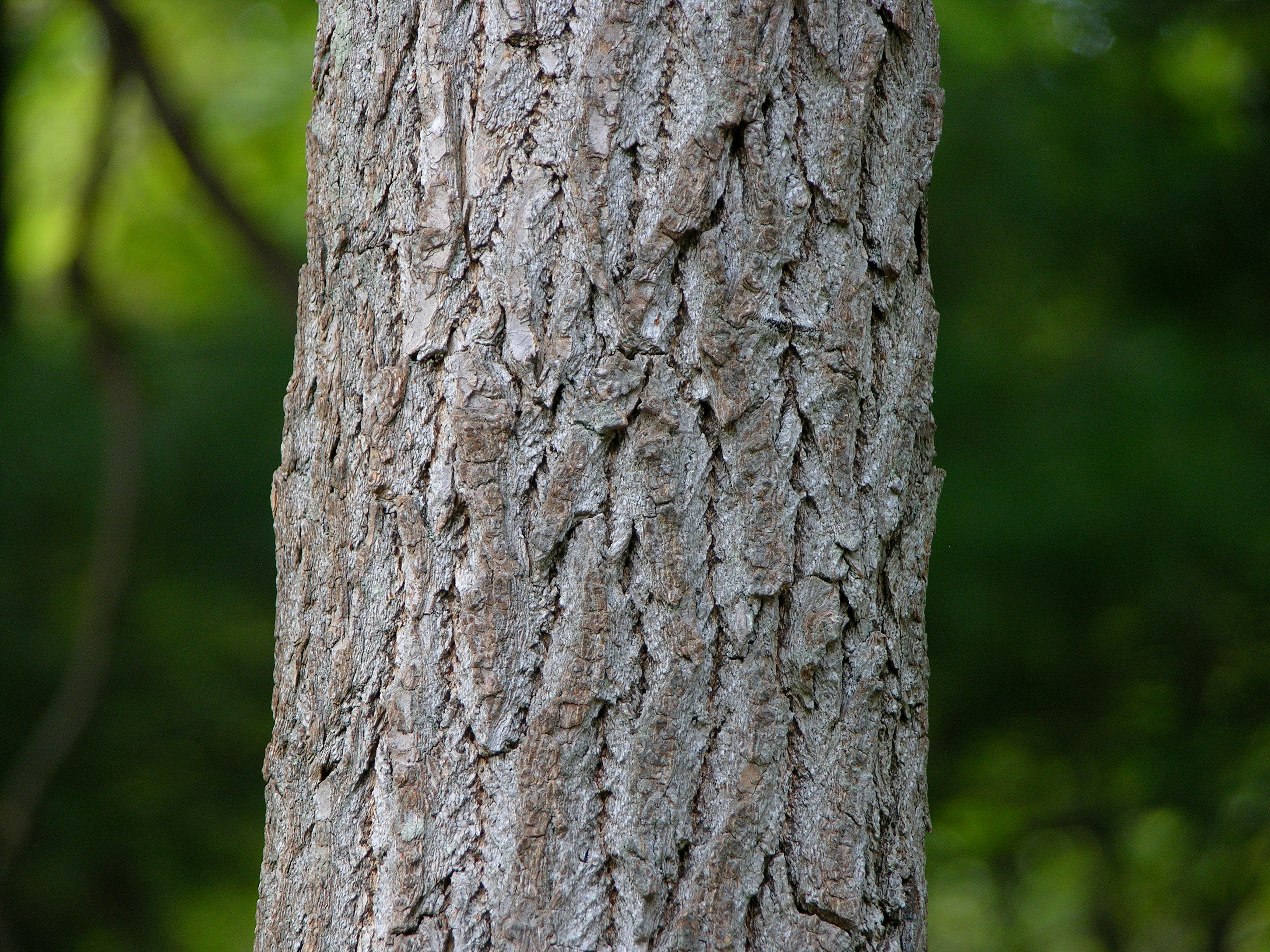
Stamm mit Borke

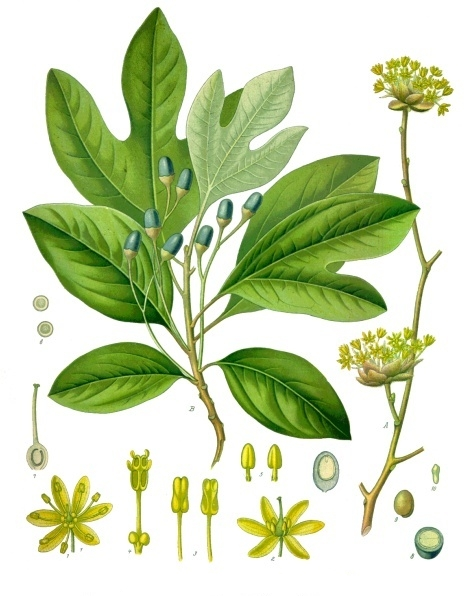
Illustration

### Vegetative Merkmale

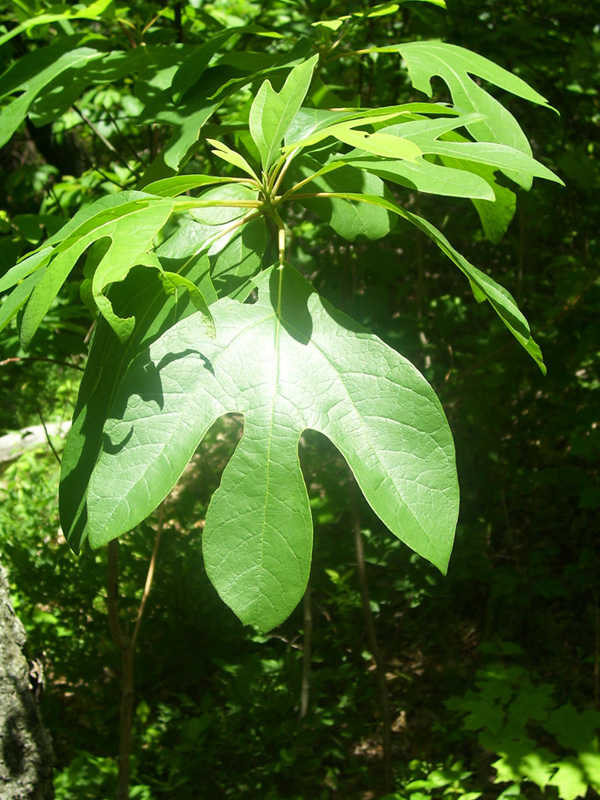
Zweig mit Laubblättern

Sassafras albidum wächst als sommergrüner Baum und erreicht Wuchshöhen von 20 bis zu 35 Metern. Der Stammdurchmesser erreicht über 1,2 Meter, selten über 2 Meter. Die Borke ist gräulich bis bräunlich, dick und bei älteren Bäumen auch gefurcht. Die stielrunden Zweige besitzen eine hellgrüne Rinde mit dunkel olivfarbenen Flecken. 
Die wechselständig angeordneten Laubblätter sind sehr unterschiedlich geformt. Die Blattspreite ist mit einer Länge von 10 bis 16 Zentimetern und einer Breite von 5 bis 10 Zentimetern im Umriss eiformig bis elliptisch und ungelappt oder zwei- bis drei-, selten mehrlappig mit stumpfem bis spitzem oberem Ende. Die dreigelappte Blattspreite erinnert entfernt an ein Feigenblatt. Der Blattrand ist ganz. Die Blattoberseite ist frischgrün und die Blattunterseite blau-grün sowie kahl. Im Herbst verfärben sich die Laubblätter gelb bis orange- oder purpurfarben. Die Nervatur ist dreizählig.

### Generative Merkmale
Die Blütezeit liegt im Frühjahr meist zwischen April und Mai. Sassafras albidum ist zweihäusig getrenntgeschlechtig (diözisch). Mehrere Blüten stehen in Büscheln oder rispigen Blütenständen zusammen, die eine Länge von bis zu 5 Zentimetern und eine seidig-flaumige Behaarung aufweisen. Die Deckblätter sind bis zu 1 Zentimeter lang. 
Die relativ kleinen, süß-lemonig duftenden, kahlen und gestielten Blüten sind funktionell eingeschlechtig mit einfacher Blütenhülle. Die sechs petaloiden Blütenhüllblätter sind grünlich-gelb. In den männlichen Blüten sind drei Kreise mit je drei Staubblättern vorhanden, wobei die des inneren Kreises jeweils zwei deutlich gestielte Drüsen an der Basis der dünnen Staubfäden besitzen. In der obersten Blüte eines männlichen Blütenstandes kann auch ein steriler Stempel vorhanden sein. Weibliche Blüten enthalten sechs kurze Staminodien und einen oberständigen Fruchtknoten mit schlankem 2 bis 3 Millimeter langen Griffel der in einer kopfigen Narbe endet. 
Der mehr oder weniger fleischige „Fruchtbecher“ ist rötlich. Die bei Reife blau-schwarzen und einsamigen, glatten Steinfrüchte sind eiförmig und werden bis zu 1 Zentimeter lang.
Die Chromosomenzahl beträgt 2n = 48.

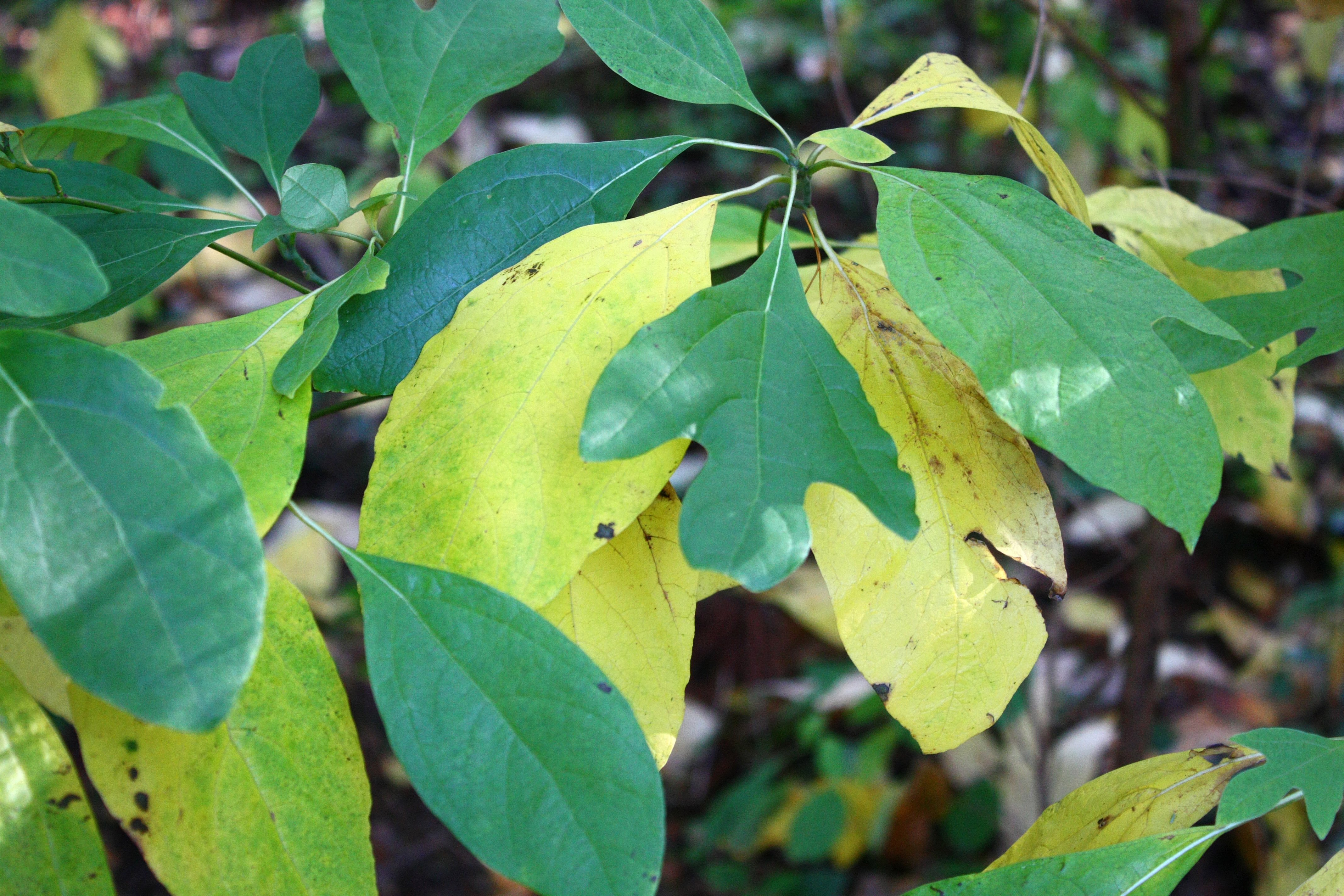
Laubblätter am Baum
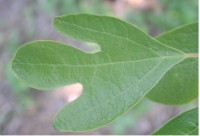
Laubblatt
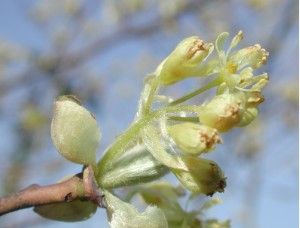
Blütenstand
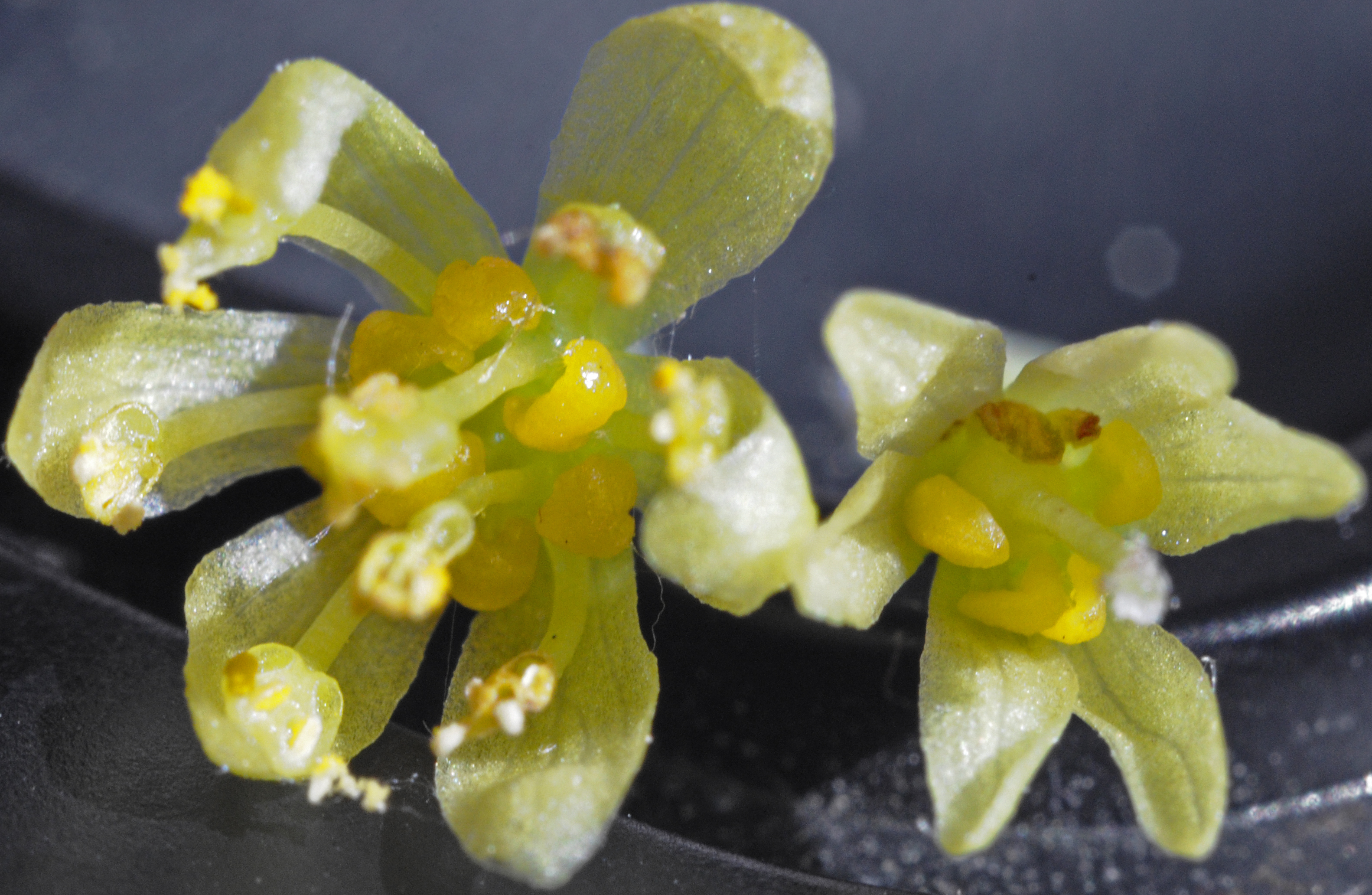
Männliche und weibliche Blüte
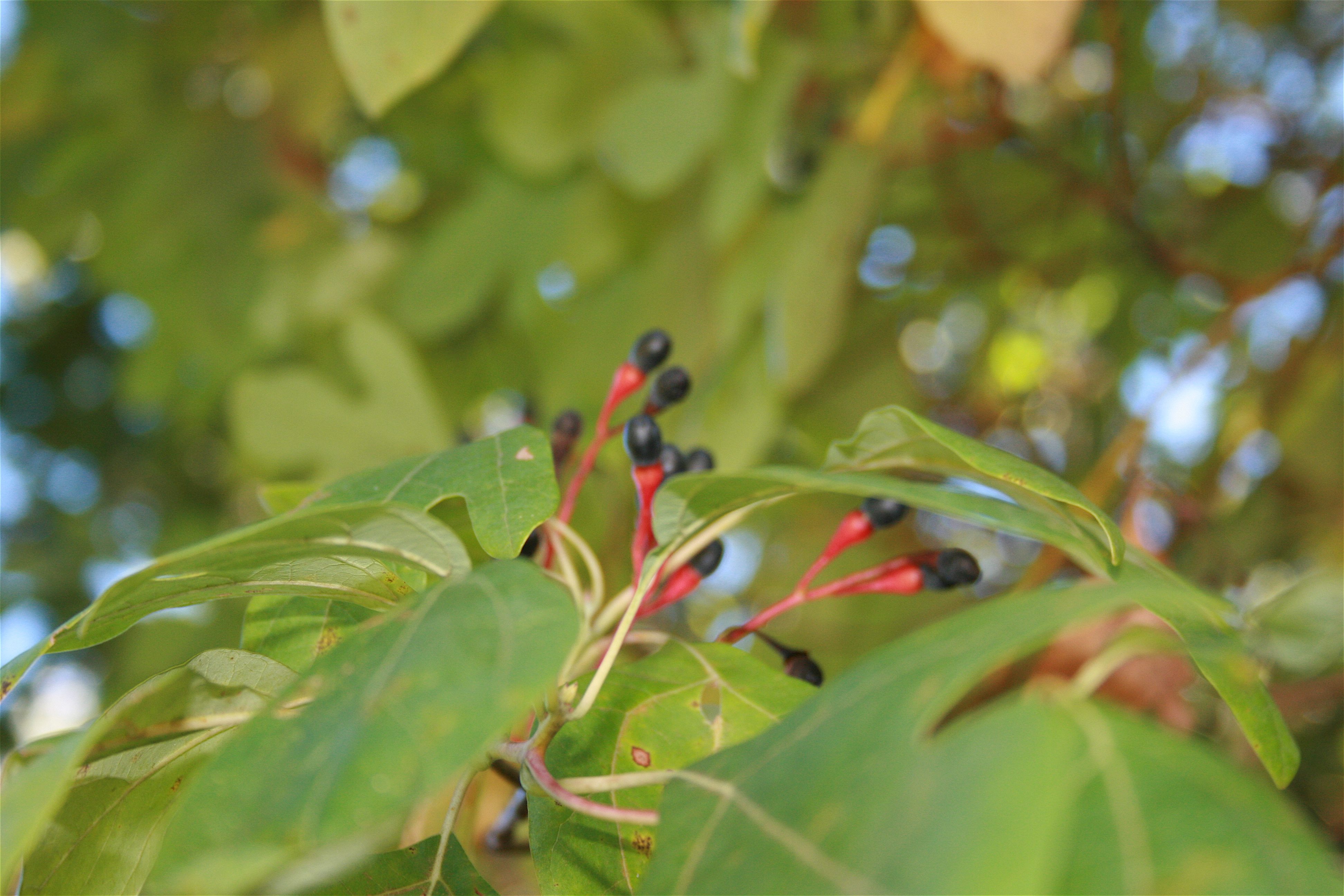
Früchte

## Vorkommen

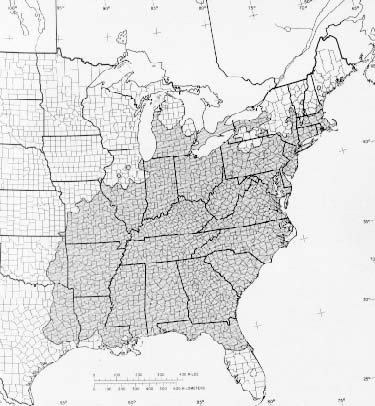
Verbreitungskarte

Im östlichen Nordamerika kommt Sassafras albidum in Ontario sowie in den US-Bundesstaaten: Alabama, Arkansas, Connecticut, Delaware, Washington D.C., Florida, Georgia, Illinois, Indiana, Iowa, Kansas, Kentucky, Louisiana, Maine, Maryland, Massachusetts, Michigan, Mississippi, Missouri, New Hampshire, New Jersey, New York, North Carolina, Ohio, Oklahoma, Pennsylvania, Rhode Island, South Carolina, Tennessee, Texas, Vermont, Virginia, West Virginia vor.
Sassafras albidum gedeiht in unterschiedlichen Habitaten: Wäldern, Erosionsgebieten, Brachen und Ruderalflächen in Höhenlagen zwischen 0 und 1500 Metern.

## Systematik
Diese Art wurde im Jahr 1818 unter dem Namen Laurus albida durch Thomas Nuttall in The Genera of North American Plants, 1, S. 259–260 gültig erstbeschrieben. Der aktuell gültige Name Sassafras albidum wurde im Jahr 1836 durch Christian Gottfried Daniel Nees von Esenbeck in Systema Laurinarum, S. 490 veröffentlicht. 
Weitere Synonyme sind: Laurus sassafras L., Sassafras albidum var. molle (Raf.) Fernald, Sassafras officinalis T.Nees ex C.H.Ebermaier, Sassafras sassafras (L.) H.Karsten, Sassafras variifolium Kuntze. Es wurden Varietäten beschrieben, die sich beispielsweise in der Behaarung unterscheiden, aber die Gültigkeit dieser Varietäten ist nicht geklärt.

## Nutzung
Aus der Wurzelrinde und den Früchten lässt sich durch Wasserdampfdestillation Sassafrasöl gewinnen, das 80 % Safrol enthält und als Parfüm und Aromastoff dient. Die Wurzelrinde wurde auch zur Herstellung von Root Beer verwendet, bevor dies verboten wurde. Einige indigene Völker Nordamerikas benutzten die Zweige als Kauhölzchen. Manchmal werden Inhaltsstoffe der Wurzelrinde in Zahnpasta verwendet. Aus den getrockneten Blättern wird Filé-Pulver gewonnen, das in der Cajun-Küche als Gewürz und Bindemittel verwendet wird.
Safrol liefert auch einen Rohstoff zur Herstellung von MDMA (Ecstasy), der Handel mit Extrakten aus Sassafras ist daher in der EU verboten. In der Schweiz gelten Sassafrasöl und Safrol als so genannte Vorläuferstoffe, die zur Herstellung von Betäubungsmitteln und psychotropen Stoffen verwendet werden können. Der Bezug ist bewilligungspflichtig und die Verwendung von mehr als 10 g pro Jahr führt zu einer behördlichen Kontrollpflicht im Sinne der Betäubungsmittelkontrollverordnung.
Von Safrol wird behauptet, dass es halluzinogene Wirkungen besitze und Kontaktdermatitis verursache, besonders in höheren Dosen; außerdem soll es Karzinome verursachen und hepatotoxisch sein.
Das Holz wird in seltenen Fällen als Tonholz verwendet, etwa in der Eric Johnson 1954 "Virginia" Stratocaster®, welche eine Replika von Eric Johnsons seltener Stratocaster mit Sassafraskorpus von 1954 ist. Es ähnelt optisch und klanglich der Amerikanischen Rot-Esche und bietet einen eher hellen Klang mit schneller Ansprache.